# Stepnoi (Kubànskaia Step)
Stepnoi - Степной (rus) és un possiólok del krai de Krasnodar, a Rússia. Es troba a la vora dreta del riu Sukhoi Txelbas, afluent del Sredni Txelbas, tributari del Txelbas. És a 21 km al sud-oest de Kanevskaia i a 99 km al nord de Krasnodar. Pertany al possiólok de Kubànskaia Step.